# 桂林府

広西省の桂林府の位置（1820年）

桂林府（けいりんふ）は、中国にかつて存在した府。明代から民国初年にかけて、現在の広西チワン族自治区桂林市一帯に設置された。

## 概要
1368年（洪武元年）、明により静江路が静江府と改められた。1372年（洪武5年）、静江府は桂林府と改称された。桂林府は広西省に属し、直属の臨桂・興安・霊川・陽朔の4県と全州に属する灌陽県と永寧州に属する永福・義寧の2県、合わせて2州7県を管轄した。
清のとき、桂林府は広西省に属し、臨桂・興安・霊川・陽朔・灌陽・永福・義寧・全州・永寧州・竜勝庁・中渡庁の2庁2州7県を管轄した。
1913年、中華民国により桂林府は廃止された。